# Grębków (gmina)

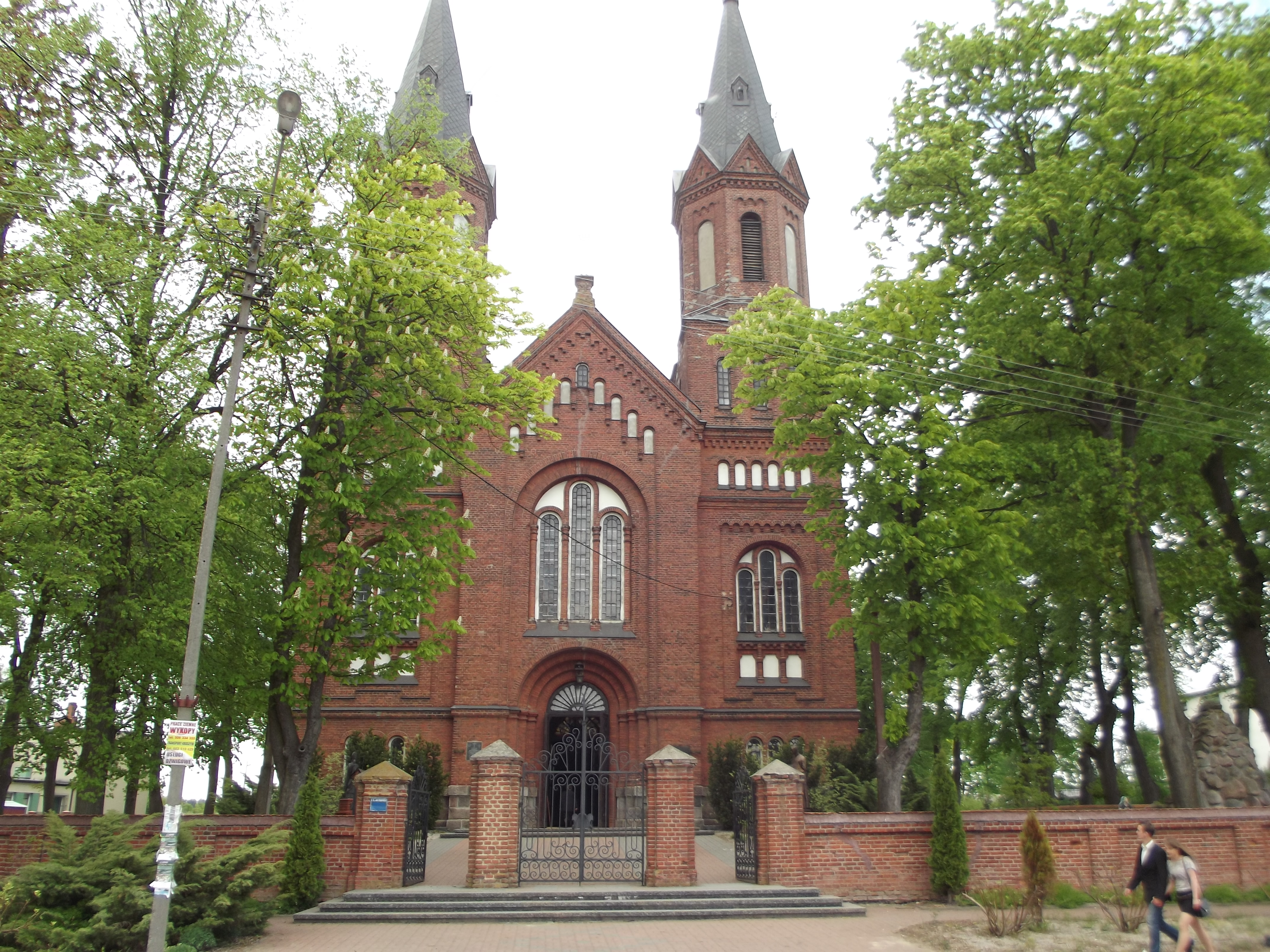
Kościół w Grębkowie

Grębków – gmina wiejska w województwie mazowieckim, w powiecie węgrowskim. W latach 1975–1998 gmina położona była w województwie siedleckim.
Siedziba gminy to Grębków.
Według danych z 30 czerwca 2004 gminę zamieszkiwało 4650 osób.
Dość ciekawie przedstawia się sprawa wsi należących do parafii Grębków, ponieważ kilka z nich zmieniło nazwę, a niektóre zaginęły bez śladu. Antoniew i Zalesie to wioski, o których istnieniu dziś nikt nie pamięta. Grębków, Jabłonna, Kózki, Leśnogóra, Podsusze, Sinołęka, Suchodół, Trzcianka, Trzebucza i Żarnówka istnieją do dziś. Natomiast Grodek to dzisiejszy Ogródek, Polków i Sagały to dziś jedna wieś o połączonej nazwie. W ówczesnej parafii żyło 2048 katolików i 67 Żydów.
Te dane potwierdzają się również w króciutkiej notce poświęconej Grębkowowi w „Katalogu duchowieństwa i parafii diecezji siedleckiej czyli podlaskiej” z 1985 r.
W latach 1898–1902 ks. Ludwik Michał Mystkowski, proboszcz grębkowski wybudował murowany, trójnawowy, kościół neogotycki pod wezwaniem św. Bartłomieja Apostoła. Fundatorami tego kościoła byli małżonkowie Eleonora i Stanisław Brogowiczowie, właściciele dóbr Trzebucza. Trzy lata później miały tu miejsce krwawe walki wyznaniowe między rzymskimi katolikami a mariawitami. W 1917 r. istniały w Grębkowie cztery szkoły. Obecnie w gminie mieszkają wyznawcy Kościoła Rzymskokatolickiego, Kościoła Starokatolickiego Mariawitów (Parafia Przemienienia Pańskiego w Żarnówce), Kościoła Ewangelicko-Augsburskiego oraz Świadkowie Jehowy.

## Demografia

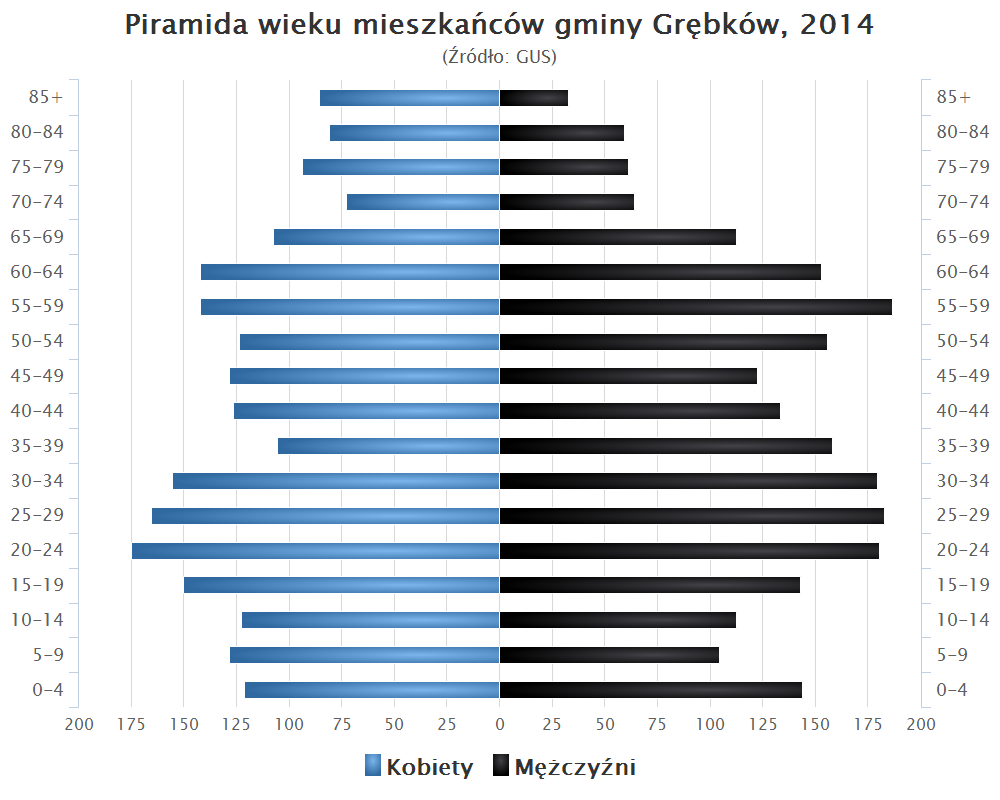
Piramida wieku mieszkańców gminy Grębków w 2014 roku

Dane z 30 czerwca 2004:
| Opis                              | Ogółem | Ogółem | Kobiety | Kobiety | Mężczyźni | Mężczyźni |
| --------------------------------- | ------ | ------ | ------- | ------- | --------- | --------- |
| Jednostka                         | osób   | %      | osób    | %       | osób      | %         |
| Populacja                         | 4650   | 100    | 2292    | 49,3    | 2358      | 50,7      |
| Gęstość zaludnienia [mieszk./km²] | 35,6   | 35,6   | 17,5    | 17,5    | 18        | 18        |

## Sąsiednie gminy
Kałuszyn, Kotuń, Liw, Mokobody, Wierzbno

## Sołectwa
Aleksandrówka, Chojeczno-Sybilaki, Chojeczno-Cesarze, Gałki, Grębków, Grodzisk, Jabłonna, Kolonia Sinołęka, Kopcie, Kózki, Leśnogóra, Nowa Sucha, Nowa Trzcianka, Ogródek, Oszczerze, Pobratymy, Podsusze, Polków-Daćbogi, Polków-Sagały, Proszew (Proszew A, Proszew B), Słuchocin, Stara Sucha, Stara Trzcianka, Stawiska, Suchodół, Trzebucza, Ziomaki, Żarnówka.